# Dru Drury

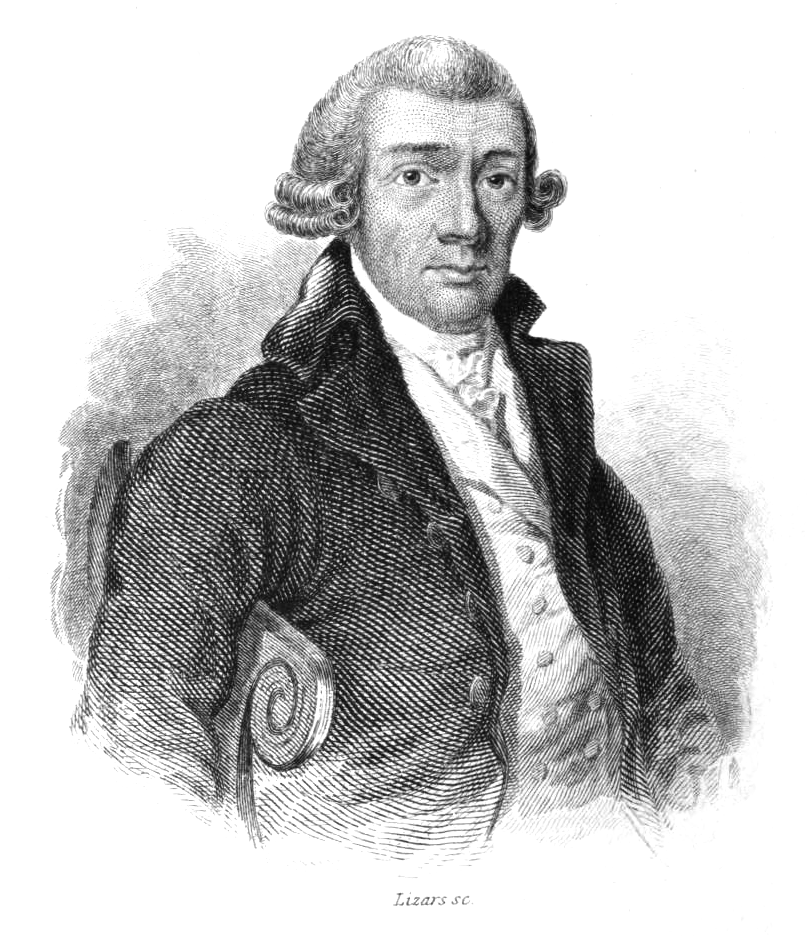
Dru Drury.

Dru Drury (* 4. Februar 1725 in London; † 15. Januar 1804 in Turnham Green) war ein britischer Entomologe.

## Leben und Wirken
Dru Drurys Vater war ein Silberschmied, von dem Dru das Geschäft 1748 übernahm. 1789 beendete er seine Tätigkeit als Silberschmied und widmete sein Leben der Entomologie. Bereits davor interessierte sich Drury für die Entomologie und war zwischen 1780 und 1782 Präsident der Society of Entomologists of London. Er starb 1804 im Alter von fast 79 Jahren und wurde in St. Martin-in-the-Fields begraben.
Zwischen 1770 und 1787 publizierte er das dreibändige Werk Illustrations of Natural History, wherein are exhibited upwards of 240 figures of Exotic Insects, welches später überarbeitet und unter dem Titel Illustrations of Exotic Entomology 1837 wiederveröffentlicht wurde.
Drury war zudem ein emsiger Sammler. Seine Sammlung umfasst über 11.000 Arten.

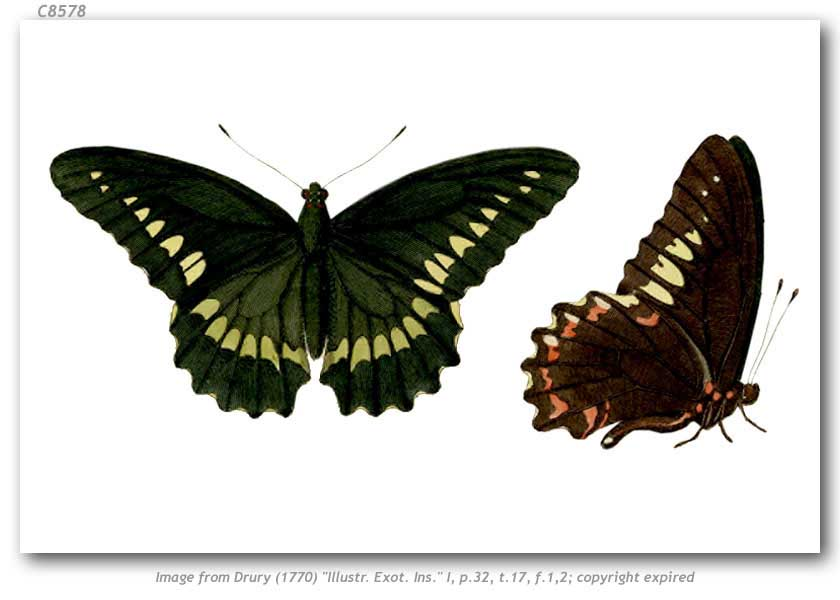
1770 illustrierte Drury den Schmetterling Battus polydamas antiquus von der Insel Antigua, der heute als ausgestorben gilt.

## Veröffentlichungen
- Illustrations of natural history. White, London 1773.
- Abbildungen und Beschreibungen exotischer Insekten. Nürnberg 1785.
- Illustrations of exotic entomology. Bohn, London 1837.